# 인구시어
인구시어(ГӀалгӀай, Ğalğaj)는 북동캅카스어족에 속하는 언어이다. 이 언어는 인구시 공화국 등에 거주하는 인구시인들이 사용하며 모어 화자 수는 2020년 기준 약 35만 명이다. 체첸어와 아주 가까운 관계이며 두 언어 사이에 수동적인 이중언어 사용이 흔하다.
20세기 초까지 아랍 문자에 기반한 문자를 쓰다가 10월 혁명 뒤 라틴 문자로, 그 뒤 키릴 문자로 쓰게 되었다.